# Марьино (Задонский район)
Марьино — деревня в Задонском районе Липецкой области России. Входит в состав Камышевского сельсовета.

## География
Деревня расположена в южной части Липецкой области, в восточной части Задонского района, в пределах  Среднерусской возвышенности,  к югу от от автодороги 42К-233 и реки Репец. 
Абсолютная высота — 177 метров над уровнем моря. 

### Улицы
Уличная сеть деревни состоит из одной улицы (ул. Дачная).

### Географическое положение
Расстояние до районного центра (города Задонска) — 11 км. 
Ближайшие населённые пункты — село Камышевка, деревня Немерзь, деревня Страховка, деревня Южевка, деревня Знобиловка, село Архангельские Борки.

## Топоним
Название связано с именем Марии Кожиной, некогда владевшей деревней.

## История
Согласно данным 1859 года в Марьино насчитывалось 24 двора.

## Население
| 2010 |
| ---- |
| 21   |

По данным Всероссийской переписи, в 2010 году численность населения деревни составляла 21 человека (12 мужчин и 9 женщин).